# 마이크로소프트 익스프레션 디코더
마이크로소프트 익스프레션 디코더(Microsoft Expression Encoder, 이전 명칭: 익스프레션 미디어 인코더, Expression Media Encoder)는 마이크로소프트 윈도우용의 트랜스코딩 및 비선형 영상 편집 소프트웨어 애플리케이션이다. 마이크로소프트 실버라이트를 통한 배포를 위해 비디오 스트림을 만들 수 있다. 이 유틸리티는 유튜브, 트위치, 셰어링 등의 다양한 목적을 위해 화면을 녹화하기 위해 개발되었다.